# William Cockburn
William Hastings Cockburn (Toronto, 1 maart 1902 - Winnipeg, 21 maart 1975) was een Canadese ijshockeydoelman. 
Cockburn won met zijn ploeg de Winnipeg Hockey Club in 1931 het amateurkampioenschap van Canada de Allan Cup. Vanwege deze overwinning mocht de Winnipeg Hockey Club Canada vertegenwoordigen op de Olympische Winterspelen 1932 in het Amerikaanse Lake Placid.
Cockburn was aanvoerder van de Canadese ijshockeyploeg tijdens de Olympische Winterspelen 1932 die olympisch goud won. Cockburn is de enige doelman die aanvoerder is geweest van een Canadese olympische ijshockeyploeg.